# Blanička (Strunkovice nad Blanicí)
Blanička (německy Klein Blanitz) je malá vesnice, část městyse Strunkovice nad Blanicí v okrese Prachatice v Jihočeském kraji. Nachází se asi dva kilometry severovýchodně od Strunkovic nad Blanicí. Je zde evidováno 11 adres. V roce 2011 zde trvale žilo 28 obyvatel.
Blanička leží v katastrálním území Šipoun o výměře 3,91 km².

## Historie
První písemná zmínka o vesnici pochází ze čtrnáctého století.

## Obyvatelstvo
| Rok            | 1869 | 1880 | 1890 | 1900 | 1910 | 1921 | 1930 | 1950 | 1961 | 1970 | 1980 | 1991 | 2001 | 2011 | 2021 |
| -------------- | ---- | ---- | ---- | ---- | ---- | ---- | ---- | ---- | ---- | ---- | ---- | ---- | ---- | ---- | ---- |
| Počet obyvatel | 58   | 60   | 54   | 57   | 54   | 60   | 64   | 39   | 42   | 34   | 22   | 20   | 20   | 28   | 18   |
| Počet domů     | 9    | 9    | 9    | 9    | 9    | 9    | 10   | 11   | 11   | 8    | 7    | 10   | 10   | 11   | 9    |

## Obecní správa
Při sčítání lidu v letech 1850–1962 Blanička byla osadou obce Šipoun v okrese Prachatice. Od roku 1963 je částí městyse Strunkovice nad Blanicí v okrese Prachatice.